# 小行星20313
小行星20313（20313 Fredrikson）是一颗绕太阳运转的小行星，为主小行星带小行星。该小行星于1998年3月发现。

## 轨道参数
小行星20313的轨道半长轴为2.5378197 UA，离心率为0.1。